# Admiral’s Cup

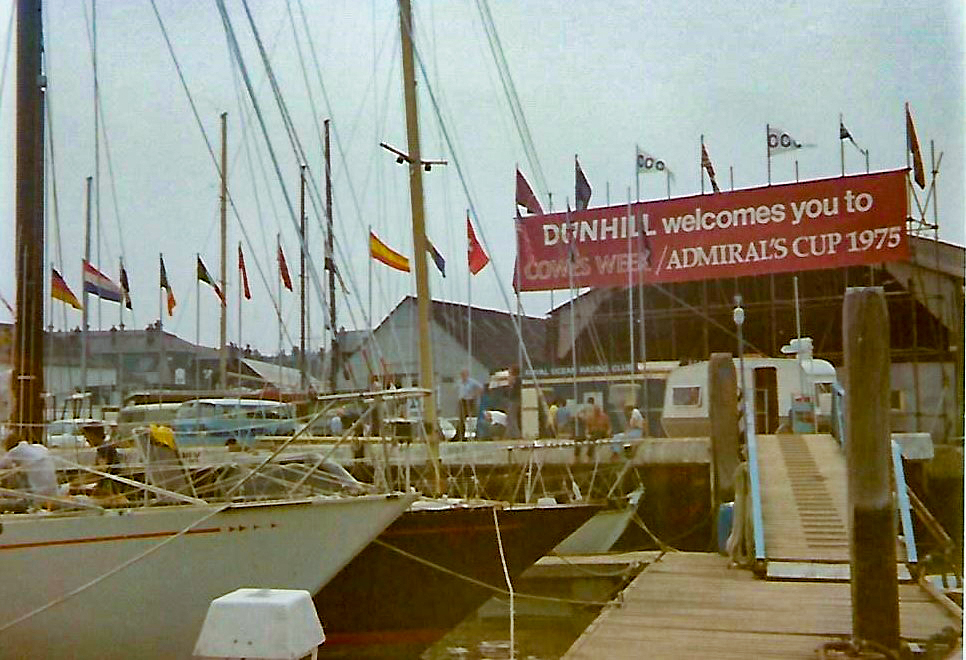
Cowes 1975

Der Admiral’s Cup war von 1957 bis 2003 einer der bedeutendsten Segelwettbewerbe für Hochseeyachten. Er galt als inoffizielle Weltmeisterschaft im Hochseesegeln. Zum hundertsten Geburtstag des ausrichtenden Royal Ocean Racing Club findet 2025 eine Neuauflage der Regatta statt. 

## Ausrichter
Ausrichter der Regatta war der Royal Ocean Racing Club (RORC) in Cowes auf der Isle of Wight. Seit 1957 wurde der prestigeträchtige Vergleich in jedem ungeraden Jahr ausgetragen. Es waren nationale Mannschaften mit je drei Booten zugelassen, bei der letzten Austragung 2003 gingen einmalig Vereinsmannschaften mit je zwei Booten an den Start. Der Admiral’s Cup wurde zuweilen mit dem America’s Cup verwechselt.

## Geschichte
Im Jahr 1957 wollten Sir Myles Wyatt, der Admiral (Vorsitzende) des Royal Ocean Racing Club und seine Clubkameraden Peter Green, John Illingworth, Geoff Pattinson und Selwyn Slater eine Aufwertung der traditionsreichen, aber nach dem Zweiten Weltkrieg zu internationaler Bedeutungslosigkeit verkommenen Cowes Week erreichen. Sie schlugen dem RORC einen neuen Segelwettbewerb vor mit dem Titel Admiral’s Cup und stifteten gleichzeitig den zu gewinnenden Silberpokal mit Goldauflage im Wert von 300 Pfund Sterling (damals rund 3000 DM). Eine Teamwertung (pro Nation drei Yachten) sollte über den Sieger entscheiden. Die Wettfahrten sollten nach einem Punktesystem berechnet werten, wobei die beiden Inshore-Rennen auf dem Solent einfach, das 220 Seemeilen lange Channel Race doppelt und das Fastnet Race zum Finale dreifach gewertet werden sollte. Die beiden Inshore-Rennen waren der Britannia Cup und der New York Yacht Club Cup der Cowes Week. 1977 erweiterte man die Wettfahrten um ein drittes Inshore-Rennen.
In den Jahren 2001 und 2005 wurden trotz intensiver Bemühungen des RORC die Wettfahrten abgesagt, da es zu wenige Interessenten gab. Seitdem wurde kein Admiral's Cup mehr ausgetragen, obwohl es auch Bewerbungen aus Travemünde gab. Eine 2013 und 2014 als Nachfolgeveranstaltung zum Admiral’s Cup geplante Regatta des Kongelig Dansk Yachtklub auf dem Øresund musste auch wegen geringen Interesses abgesagt werden. 2023 kündigte der RORC an, eine Neuauflage des Admiral’s Cup durch eine Regattaserie zum hundertsten Geburtstag des Vereins 2025 zu planen. Nationen- und Vereinsteams sollen dabei aus jeweils nur zwei Yachten bestehen. Deutsche Yachten sind mit den drei Teams: Team 1 – Regatta Verein Greifswald, Team 2 – Bayerischer Yacht-Club und Team 3 – Hamburg Sailing Team vertreten.
Die Neuauflage 2025 findet vom 17. Juli bis 1. August statt.

## Ereignisse
1971 war der britische Premierminister Edward Heath Skipper und Eigner eines der Gewinnerboote Morning Cloud (S&S 42). Er war auch Kapitän des siegreichen britischen Teams, bestehend aus den drei Yachten Prospect of Whitby, Morning Cloud und Cervantes IV.
Das Fastnet-Rennen war bis 1999 einer der Einzelwettbewerbe und die Abschlussregatta des Admiral’s Cup, wird jedoch nunmehr als eigenständige Veranstaltung organisiert. 1979 endete das Fastnet-Rennen tragisch. Das Regattafeld geriet in einen nicht vorhergesagten Orkan. Im Bereich der Labadie-Sandbank kenterten viele Boote, und 15 Teilnehmer und sechs Retter ertranken. In der Folge wurden die Sicherheitsregeln verschärft, und die Teilnehmerzahl wurde beschränkt.

## Siege und Platzierungen

AC-Stander

| Jahr | 1. Platz               | 2. Platz                   | 3. Platz                       | teilnehmende Teams |
| ---- | ---------------------- | -------------------------- | ------------------------------ | ------------------ |
| 1957 | Vereinigtes Königreich | Vereinigte Staaten         | ./.                            | 2                  |
| 1959 | Vereinigtes Königreich | Niederlande                | Frankreich                     | 3                  |
| 1961 | Vereinigte Staaten     | Vereinigtes Königreich     | Niederlande                    | 5                  |
| 1963 | Vereinigte Staaten     | Vereinigtes Königreich     | Schweden                       | 6                  |
| 1965 | Vereinigtes Königreich | Australien                 | Niederlande                    | 8                  |
| 1967 | Australien             | Vereinigtes Königreich     | Vereinigte Staaten             | 12                 |
| 1969 | Vereinigte Staaten     | Australien                 | Vereinigtes Königreich         | 11                 |
| 1971 | Vereinigtes Königreich | Vereinigte Staaten         | Australien                     | 17                 |
| 1973 | Deutschland            | Australien                 | Vereinigte Staaten             | 16                 |
| 1975 | Vereinigtes Königreich | Deutschland                | Vereinigte Staaten             | 19                 |
| 1977 | Vereinigtes Königreich | Vereinigte Staaten         | Hongkong                       | 19                 |
| 1979 | Australien             | Vereinigte Staaten         | Italien                        | 19                 |
| 1981 | Vereinigtes Königreich | Vereinigte Staaten         | Deutschland                    | 16                 |
| 1983 | Deutschland            | Italien                    | Vereinigte Staaten             | 15                 |
| 1985 | Deutschland            | Vereinigtes Königreich     | Neuseeland                     | 18                 |
| 1987 | Neuseeland             | Vereinigtes Königreich     | Australien                     | 14                 |
| 1989 | Vereinigtes Königreich | Dänemark                   | Neuseeland                     | 14                 |
| 1991 | Frankreich             | Italien                    | Vereinigte Staaten             | 8                  |
| 1993 | Deutschland            | Australien                 | Frankreich                     | 8                  |
| 1995 | Italien                | Vereinigte Staaten         | Deutschland                    | 8                  |
| 1997 | Vereinigte Staaten     | Deutschland                | Italien                        | 7                  |
| 1999 | Niederlande            | Europa                     | Vereinigtes Königreich         | 9                  |
| 2001 | annulliert             |                            |                                |                    |
| 2003 | Australien             | Spanien                    | Vereinigtes Königreich Italien | 8                  |
| 2005 | annulliert             |                            |                                |                    |
| 2025 | Yacht Club de Monaco   | Royal Hong Kong Yacht Club | Yacht Club Costa Smeralda      | 15                 |

### Sieger
Neun Sieger stellten die Teams aus  Großbritannien, vier aus Deutschland, jeweils drei aus den Vereinigten Staaten und Australien.

### Deutsche Erfolge

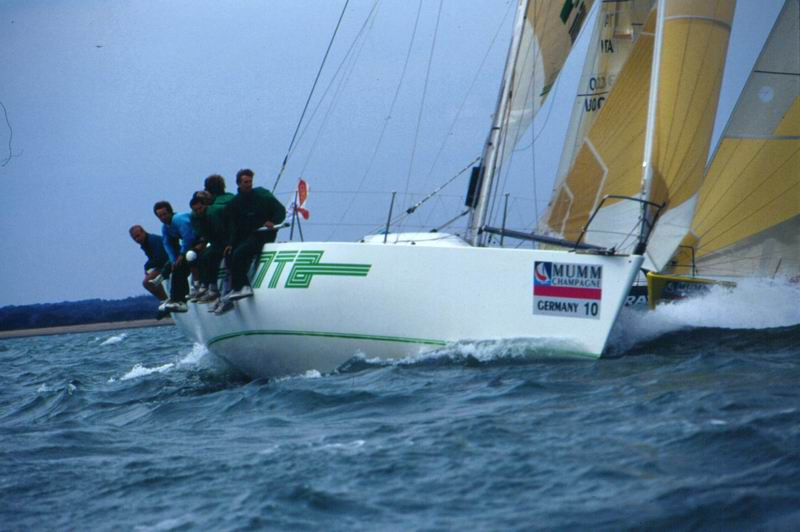
Siegeryacht Pinta, 1993

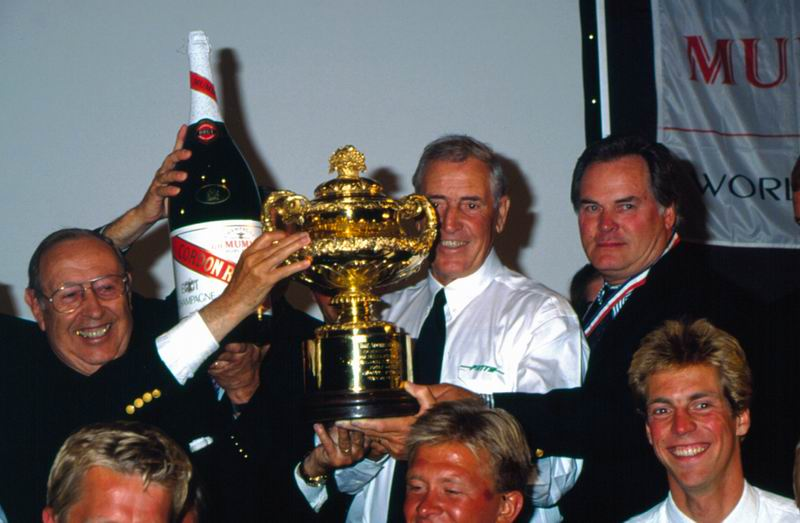
Deutsche Sieger: (von links) Schümann (Rubin), Illbruck (Pinta), Schütz (Container), 1993

- 1973 gewannen die deutschen Yachten Saudade, Rubin, Carina III
- 1983 gewannen die deutschen Yachten Sabina, Pinta, Outsider
- 1985 gewannen die deutschen Yachten Outsider, Rubin G VIII, Diva
- 1993 gewannen die deutschen Yachten Pinta, Rubin XII, Container